# Espermatogonia

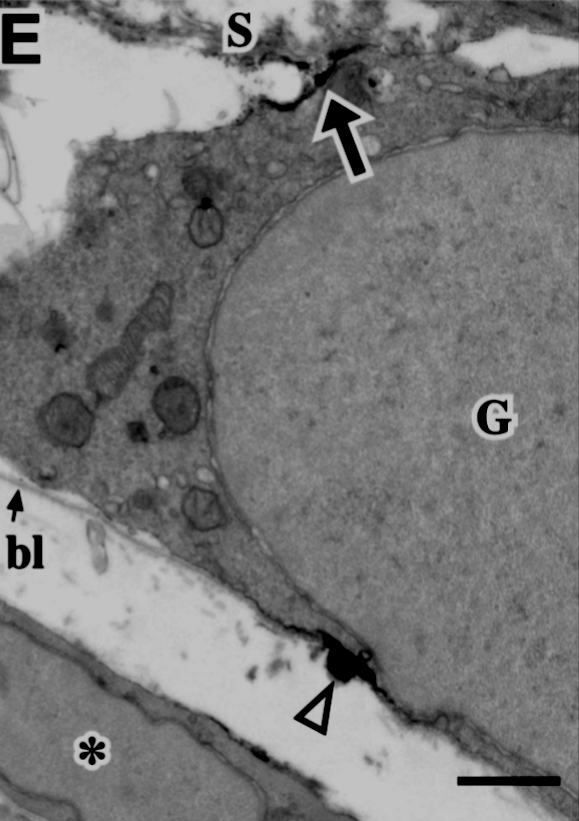
Espermatogonia G= núcleo.
bl= lámina basal.

Las espermatogonias son células madre especializadas en diferenciarse para producir los espermatozoides. Las espermatogonias son células diploides (2n), inmóviles y sin diferenciar, que se localizan en los túbulos seminíferos, pegadas a la membrana basal. Son el primer paso en el proceso de la espermatogénesis, cuando proliferan mediante divisiones mitóticas y luego meióticas para generar espermatocitos. 

## Localización
Las espermatogonias se localizan en la base de los túbulos seminíferos, pegadas a la membrana basal de los mismos y soportadas por las células de Sertoli. 

## Estructura
Se denomina espermatogonia a las células germinales masculinas antes de que entren en meiosis.

Inicialmente se describieron en función de su morfología y se clasificaron en tres tipos de espermatogonias.

### Microaquitectura

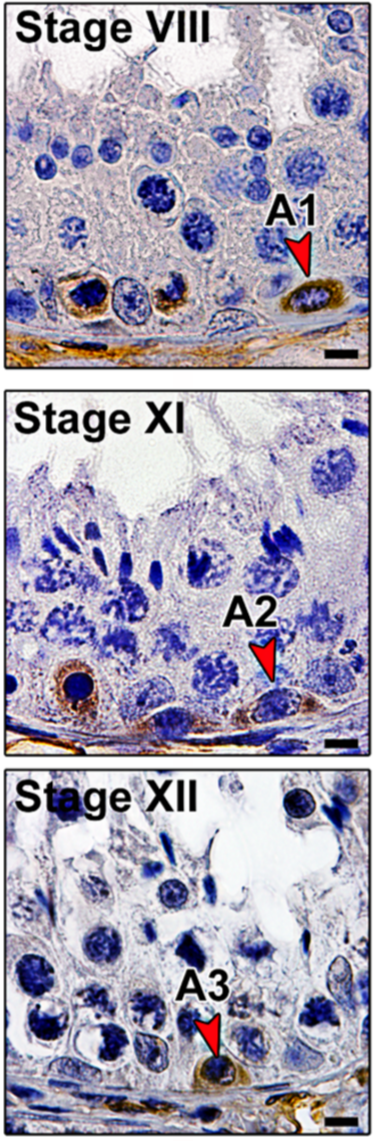
Espermatogonias tipo A (flechas rojas). Inmunohistoquímica.

Con el microscopio óptico, las espermatogonias se ven como células con morfología esférica y tamaño pequeño. El núcleo celular es esférico y grande. El citoplasma es claro y contiene escasos organoides. Estas células se dividen mediante mitosis.

Con los colorantes habituales el núcleo es cromófilo y denso.

La inmunohistoquímica permite la caracterización individual de cada una de estas células gracias a sus marcadores bioquímicos. 
Las espermatogonias están localizadas en la periferia del túbulo, en contacto directo con la lámina basal.

A medida que la espermatogonia se va diferenciando, va «ascendiendo» hacia la luz del túbulo, pasando por el estado de espermatocito primario y espermatocito secundario. El paso de espermatogonia a espermatocito primario es llamado espermatocitogénesis.

### Tipos de espermatogonias
En los primates, las espermatogonias indiferenciadas engloban a las espermatogonias de tipo A oscuras (Ad, dark) y a las A pálidas (Ap, pale), que se distinguen por la  tinción con hematoxilina.

Tipo Ad (dark) espermatogonia progenitora
Núcleo oscuro. Aparentemente una célula madre o una espermatogonia de reserva, a juzgar por su localización e infrecuente división, solo se dividen cuando hay una reducción drástica de espermatogonias. 
Tipo Ap (pale)
con núcleo pálido, células que al dividirse activamente por mitosis dan lugar a dos nuevas Ap o a dos de tipo B.
Tipo B
espermatogonias precursoras de los espermatocitos primarios. Se mantienen unidas por puentes de citoplasma, siendo estos puentes los que inducen la espermiogenesis. 
En ellas sucede una división mitótica heterónima, dando lugar a células distintas.

### Ultraestructura

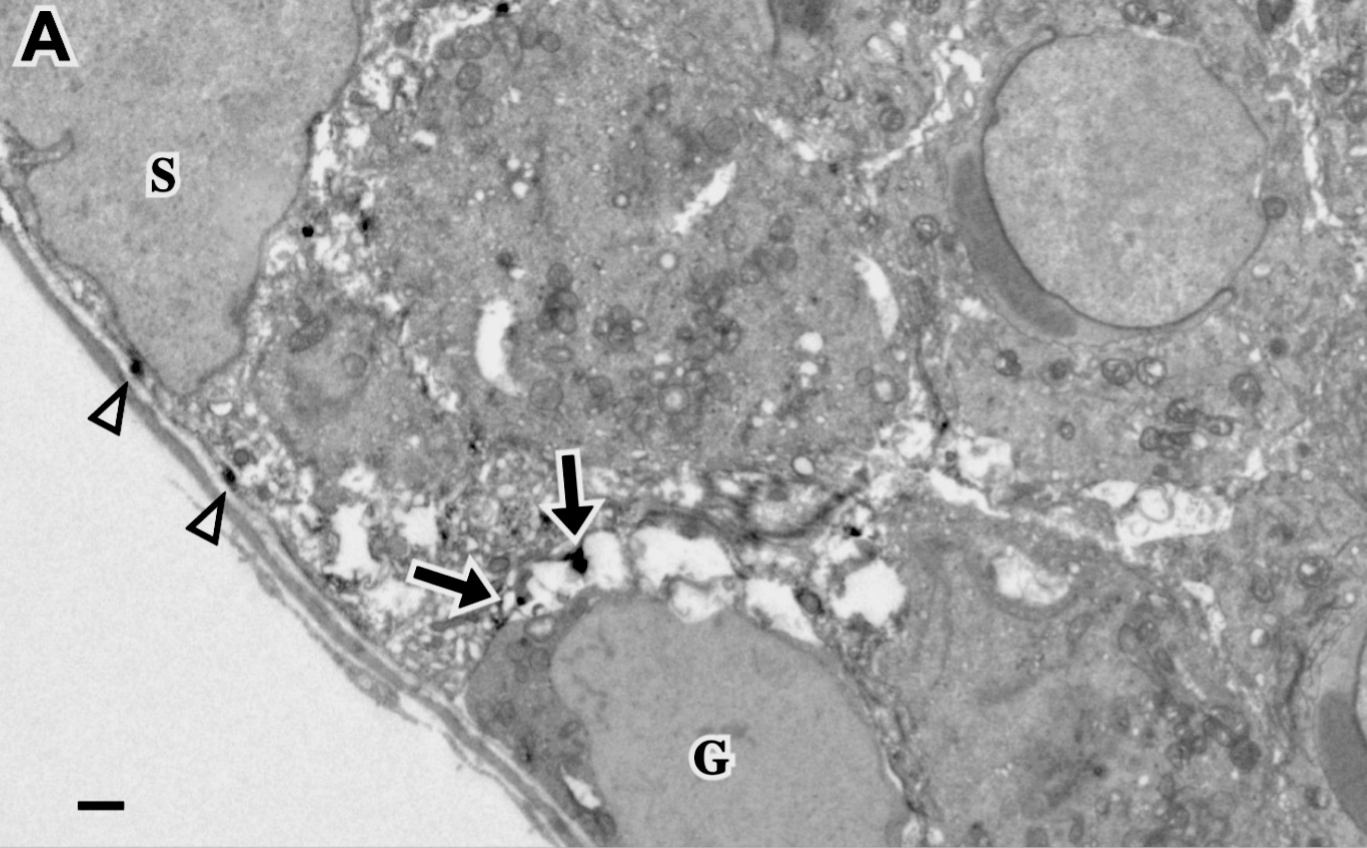
Espermatogonias G= núcleo. S= célula de Sertoli.

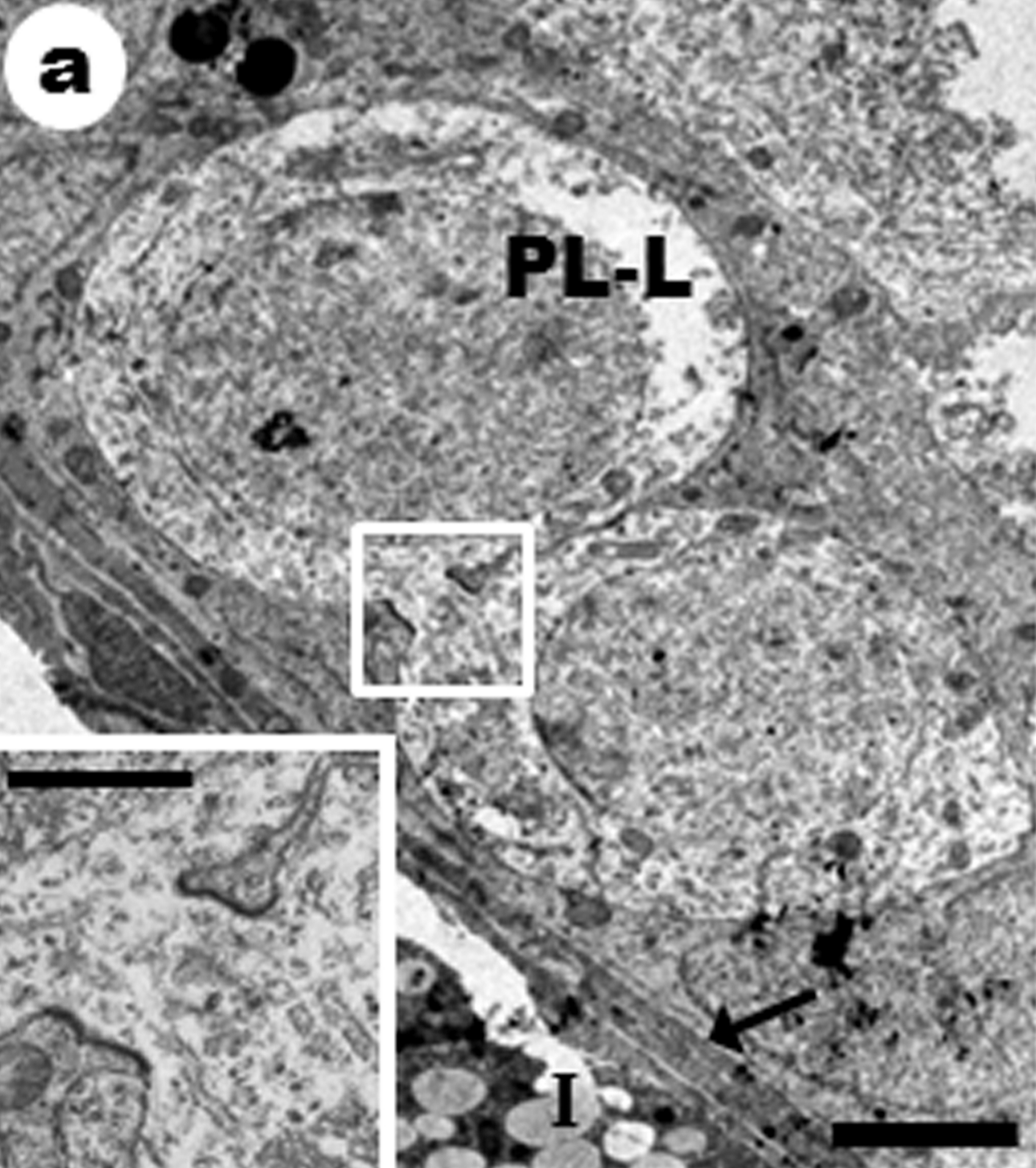
Espermatogonias con puente citoplasmático.

Las espermatogonias B, van a permanecer unidas por puentes citoplasmáticos para sincronizarse, de modo que cuando llega la señal todas van a dividirse a la vez. Esta sincronización puede ocurrir sin necesidad de estos puentes, sin embargo, como se encuentran en una zona con mucho empaquetamiento y con muchas células, existen estos puentes para evitar que la señal se propague a otras células.

## Compartimento basal
El compartimento basal de los túbulos seminíferos es el área definida entre la lámina basal del túbulo y las  uniones estrechas o (thigth junctions en inglés), de las células de Sertoli.

En los mamíferos, las células madre espermatogonias (SSC en inglés) se mantienen mediante su continua autorrenovación y además producen espermatogonias adultas pálidas (Ap) de núcleos claros.
Las células madre espermatogoniales (SSC) son una población única de células en los testículos masculinos. Tienen una doble función: la autorrenovación de su población para mantener el conjunto de células madre, y la diferenciación posterior en espermátidas.

La célula madre espermatogonial (SSC), es el ejemplo clásico de la célula madre adulta unipotente, que sostiene la producción diaria de espermatozoides maduros. Las SSC pertenecen a una clase de espermatogonias definidas como espermatogonias de tipo A "indiferenciadas", que se distinguen por su expresión de marcadores como PLZF, neurogenina3, E-cadherina, Lin-28 y GFRA1.
Las espermatogonias Ad contienen una zona de rarefacción que no se tiñe, dentro de un núcleo que se tiñe de oscuro.

Los núcleos de espermatogonias Ap se tiñen de forma ligera y uniforme.

En las espermatogonias Ad no hay actividad de proliferación significativa por lo que se ha propuesto que las Ad son las de reserva, y las espermatogonias Ap las células madre activas.

Las espermatogonias Ad son consideradas como verdaderas células madre que generan espermatogonias Ap lentamente.

## Barrera hemato-testicular

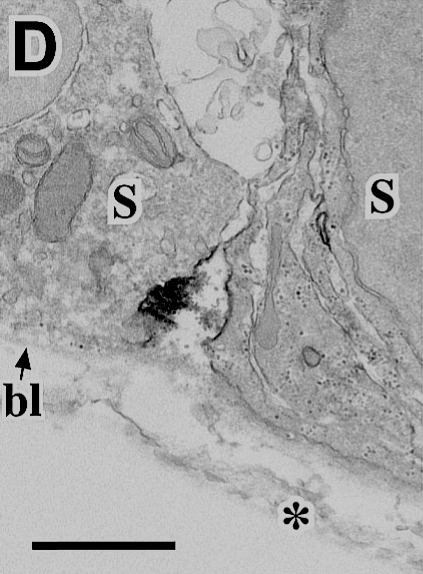
Unión de células de Sertoli S / D núcleo. Barrera hemato-testicular. bl lámina basal.

Además de los compartimentos definidos por la anatomía el basal y el adluminal, existe un compartimento fisiológico. Este último es funcional, tiene una barrera de permeabilidad y es llamada barrera hemato-testicular.

## Patología
Aproximadamente la mitad de la infertilidad en el Homo sapiens, tiene su origen  en el hombre, y gran parte es causada por una función alterada de la célula madre espermatogonial (SSC).